# Lamprogrammus
Lamprogrammus is een geslacht van straalvinnige vissen uit de familie van naaldvissen (Ophidiidae). Het geslacht is voor het eerst wetenschappelijk beschreven in 1891 door Alcock.

## Soorten
- Lamprogrammus brunswigi (Brauer, 1906).
- Lamprogrammus exutus Nybelin & Poll, 1958.
- Lamprogrammus fragilis Alcock, 1892.
- Lamprogrammus niger Alcock, 1891.
- Lamprogrammus shcherbachevi Cohen & Rohr, 1993.